# Пятино (Орловская область)
Пятино — деревня в Мценском районе Орловской области.
Точная дата основания неизвестна. Расположена в 13-14 километрах западнее г. Мценск.
Рядом с деревней находится кладбище, песчаный карьер.
В километре от деревни находится ОГУЧ Ивановский Дом Интернат Для Престарелых.
Деревня находится в живописном лесном районе рядом с рекой Ока.

## Население
| 2010 |
| ---- |
| 4    |